# Fragmente der griechischen Historiker

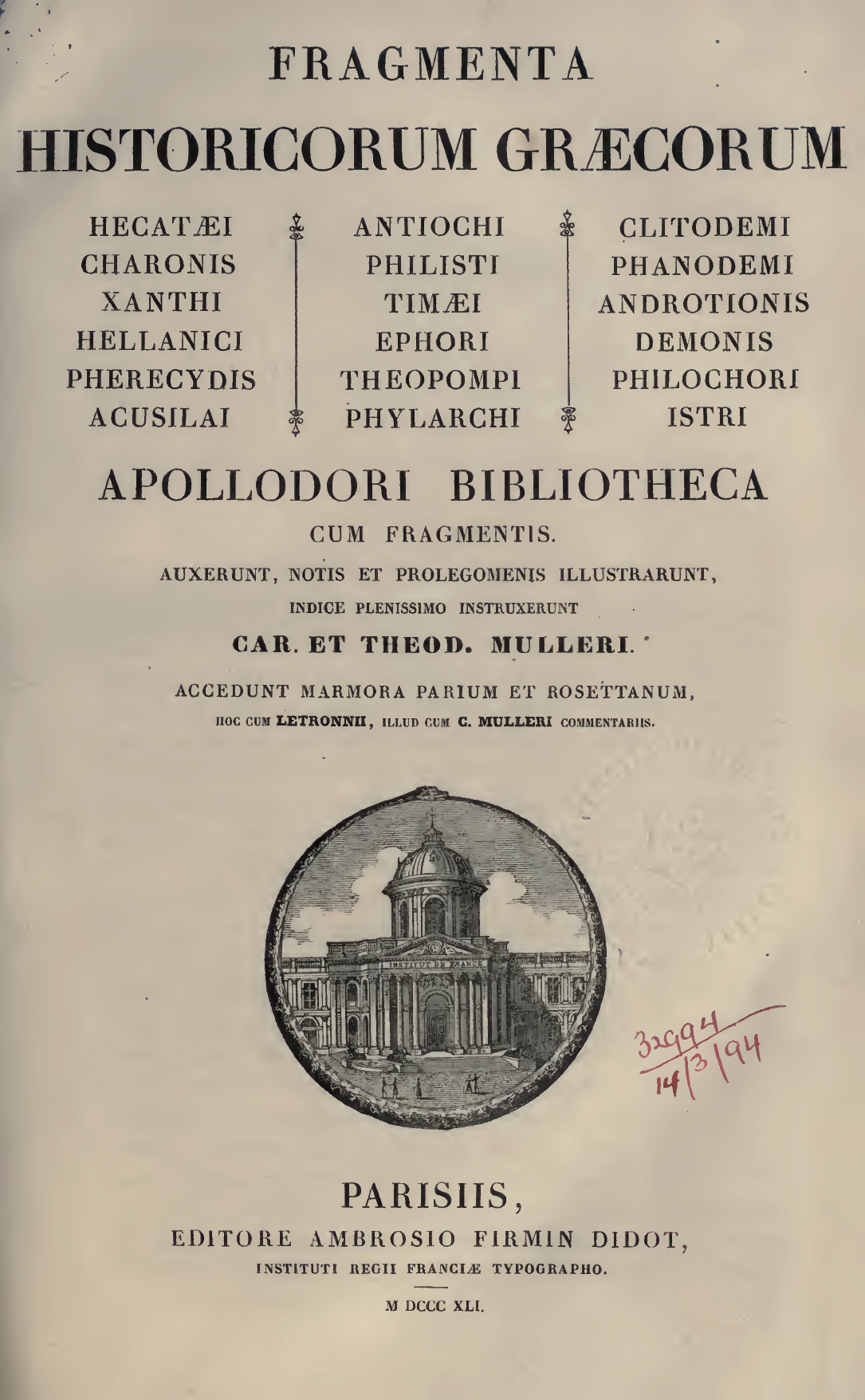
Primera edición de los Fragmenta historicorum Graecorum, volumen 1.
París, Karl y Theodor Müller, 1841.

Los Fragmente der griechischen Historiker (Fragmentos de los historiadores griegos), más conocidos bajo la abreviatura de FGrH, FGH o «el Jacoby», son una colección de fragmentos de obras de historiadores griegos, reunidos por el filólogo alemán Felix Jacoby (1876–1959). Están en gran parte fundados en los Fragmenta historicorum Graecorum de Karl Müller, publicado en cinco tomos entre 1841 y 1870.
Jacoby emprende los FGrH en 1923. Su fin es compilar el conjunto de los restos de los escritos que subsisten de historiadores griegos hoy perdidos: citaciones, fragmentos encontrados, resúmenes, etc. Estos fragmentos están provistos de un aparato crítico, anotados y comentados brevemente, pero no se suministra ninguna traducción. El Jacoby contiene más de 12 000 fragmentos de fuentes que llegan hasta el período bizantino y, además de las griegas, también de fuentes en otras lenguas como el armenio, siríaco y árabe.
Jacoby había previsto inicialmente un plan en cinco partes. A su muerte, en 1959, habían aparecido 15 volúmenes pero solo se terminaron tres partes, que comprenden fragmentos de 856 historiadores griegos:
- autores 1–63: mitógrafos y cronistas;
- autores 64–261: historiadores;
- autores 262–856: autobiografías, historias locales y obras sobre temas no griegos.

La cuarta parte debía estar consagrada a las biografías y a la literatura antigua; la quinta, a la geografía histórica. Jacoby no llegó a publicar tres secciones que ya había escrito y su comentario al volumen IIIC. Dejó más de 1200 páginas de notas, que han permitido a un equipo de estudiosos editar el volumen IV de la obra.
El Instituto Arqueológico Alemán (DAI) está financiando la edición, traducción y comentarios del volumen V, referente a fragmentos de geógrafos griegos antiguos.
Los FGrH quedan como una referencia ineludible para los investigadores de la historia griega. Han permitido igualmente revelar fuentes hasta entonces desconocidas, como los atidógrafos.